# Sindijana
Sindijana (arab. سنديانة) – wieś w Syrii, w muhafazie Hims. W 2004 roku liczyła 850 mieszkańców.